# Султан Ахмед джамия
Джамията „Султан Ахмед“ (на турски: Sultan Ahmet Camii) е мюсюлмански храм в Истанбул, Турция. Построена е от архитекта Седефкяр Мехмед ага по заповед на султан Ахмед I между 1609 и 1616 година. Поради своите цветове – синьо, зелено и бяло, от плочките от изникски порцелан, в Европа е известна като Синята джамия.
Джамията „Султан Ахмед“ е първата джамия в Османската империя, която има 6 минарета. Размерът на помещението в молитвената зала е 64 x 72 метра. Диаметърът на централния купол е 23,5 м, а височината му е 43 метра. Джамията има 260 прозореца. Зографисана е от Сейид Касъм Гюбари от Диарбекир.
Заедно с околните сгради джамията образува кюллие, тоест ислямски комплекс, включващ библиотека, медресе и т.н.

## Фотогалерия
- Вътрешният двор на джамията
- „Синята джамия“ през нощта
- Изглед към „Синята джамия“ от Света София
- Интериор на Султан Ахмед (Синята) Джамия
- Изглед от вътрешния двор на Султан Ахмед (Синята) Джамия